# Зона зараження
Зона зараження — територія, заражена радіоактивними, хімічними або біологічними речовинами.
Характеризується:
- видом засобу, що заражає (радіоактивний, хімічний, біологічний);
- формою, розмірами й площею;
- розташуванням стосовно об'єктів економіки й населених пунктів;
- тривалістю дії й ступенем небезпеки.

## Джерело
- Методичні матеріали кафедри ОП ХНУРЕ[недоступне посилання з червня 2019]